# Thomas Rung
 (juin 2011).
Si vous disposez d'ouvrages ou d'articles de référence ou si vous connaissez des sites web de qualité traitant du thème abordé ici, merci de compléter l'article en donnant les références utiles à sa vérifiabilité et en les liant à la section « Notes et références ».
Thomas Rung, né le 3 janvier 1961, est considéré comme un des tueurs en série les plus dangereux de Berlin depuis la fin de la guerre.

## Jeunesse
Rung naît dans une famille de sept enfants où règnent la violence et la sévérité. Sa mère quitte le domicile alors que Thomas n’est âgé que de deux ans. Rung fréquente une école pour enfants à problèmes où il se fait déjà remarquer par les autres jeunes par son comportement violent à l'égard d'autrui. Avant son arrestation en 1995, le dossier criminel de Rung comprenait déjà plusieurs délits pénaux pour lesquels il avait été détenu dans le passé.

## Crimes
Entre 1983 et 1995, Thomas Rung tue un total de six femmes et un homme. Ses victimes ont été violées, noyées ou étouffées. En raison des différentes procédures employées et de l’étendue de la période de ses crimes, aucun lien n’avait été fait entre les différents meurtres.
Deux de ses victimes, sa propriétaire de 77 ans et une étudiante de 22 ans, ont été assassinées dans la Silbersteinstraße, une rue de Berlin-Neukölln. Pour le premier meurtre de Rung (sa propriétaire), un autre suspect avait été condamné par erreur et emprisonné pendant six ans.

## Arrestation et condamnation
Thomas Rung est arrêté en 1995 et condamné un an plus tard à la prison à vie sans possibilité de libération conditionnelle. Il est à la prison de Tegel. Il y viole un codétenu en 2001 et il est par conséquent condamné à deux années supplémentaires et à huit mois de détention.
Il tue un codétenu en 2003. Le tribunal de Berlin le condamne en 2004 à dix années supplémentaires d’emprisonnement et une deuxième détention préventive pour tentative de meurtre.
Rung est par la suite transféré à Berlin-Moabit, après que la prison où il se trouvait eut refusé de le garder dans son établissement.